# Stara Wieś (Limanowa)
Stara Wieś – część miasta Limanowa w Polsce położona w województwie małopolskim, w powiecie limanowskim.
Część wsi Stara Wieś, która została włączona do Limanowej w 1977 roku.